# Marc Forno
Marc Forno (Marseille, 1 oktober 1964) is een van oorsprong Franse choreograaf en jurylid in diverse televisieprogramma's van de Nederlandse zender SBS6.
Forno is geboren in Frankrijk. Zijn ouders wonen nog altijd in de Franse stad Marseille, waar hij ook is opgegroeid. Forno stond in de jaren negentig als danser in het bekende Parijse theater Folies Bergère. Daarnaast is hij al jaren werkzaam als choreograaf, waaronder voor het Holland Show Ballet en voor verschillende televisieprogramma's van RTL en SBS.
Van 2006 tot en met 2009 was hij (naar eigen zeggen 'bij toeval') jurylid in de SBS6-televisieprogramma's Sterren Dansen op het IJs (inclusief de kinderversie), So You Wanna Be a Popstar, Dancing Queen en K2 zoekt K3. Ook was hij meermalen een deelnemer aan andere programma's en werd hij door Carlo Boszhard gepersifleerd in De TV Kantine.
In het najaar van 2019 is Forno als jurylid te zien in het SBS6-programma Dancing on Ice. In 2023 deed Forno mee aan het televisieprogramma De Alleskunner VIPS waar hij op de 16de plaats eindigde.